# Riccardo Gallo (economista)
Riccardo Gallo (Roma, 23 settembre 1943) è un economista italiano.
Professore alla Sapienza, ha svolto compiti di risanamento del sistema produttivo italiano in ambiti governativi, finanziari, aziendali, riversando e incrociando le competenze acquisite. È stato definito il bastian contrario sia del management pubblico che del privatismo arrogante, estremista di centro. Firma per il Corriere della Sera.

## Biografia
Ha studiato a Roma, liceo classico e laurea in Ingegneria Chimica.

### Attività accademica e culturale
Presiede l'Osservatorio delle Imprese nella Facoltà di Ingegneria civile e industriale della Sapienza, dove fino al 2013 è stato professore ordinario di Economia Applicata. Le ultime Lezioni tenute sono videoregistrate. L’Osservatorio pubblica documenti di lavoro in accesso libero su temi di attualità politica, spesso correlando i vari campi dell’Ingegneria con quelli dell’Economia e comparandone le dinamiche. Il primo di questi documenti è stato nel 2020 il volumeIndustria, Italia. Ce la faremo se saremo intraprendenti. I successivi hanno trattato i temi delle infrastrutture di base, dell’ambiente e transizione energetica, dell’incompiutezza dell’Europa, dei recenti squilibri nella dinamica dei redditi nell'industria italiana.
Cominciò a insegnare nel 1972 come professore incaricato di Organizzazione delle Aziende all’Università degli Studi dell’Aquila. A trent’anni promosse numerose attività di ricerca e studio interdisciplinari.
Tra il 1973 e il 1975 promosse una ricerca interdisciplinare, triangolò l'economia industriale con l'econometria della scuola di Federico Caffè e la teoria dei sistemi di Antonio Ruberti; analizzò con Romano Prodi gli effetti di un'innovazione tecnologica sulla struttura industriale. Nel 1976 fu anche chiamato da Guido Carli, allora presidente dell'Ente per gli studi monetari, bancari e finanziari «Luigi Einaudi», a partecipare a una ricerca sui problemi dell'impresa. In quegli stessi anni, inoltre, sviluppò in modo moderno la cultura del cost engineering; avviò una collaborazione con il Ceep, Centrostudi di politica economica di Giorgio La Malfa. Dieci anni dopo, coordinò un gruppo di studio sull'industria pubblica e curò il volume Risanamento e riordino delle partecipazioni statali.
Sul tema della privatizzazione delle imprese europee nel 1988 è stato lecturer al Dipartimento di Business Economics & Public Policy nell'Indiana University, Bloomington (Indiana, Usa).
Dopo aver collaborato con i maggiori quotidiani e settimanali italiani, più assiduamente con il Sole 24 Ore dal 1981 al 2004, poi con L'Espresso, Il Foglio,  il Corriere della Sera, oggi firma anche per MilanoFinanza e L'Altravoce. Ha invocato più volte un rilancio degli investimenti industriali e ha proposto l’introduzione di un superammortamento.
A partire dal 2010 ha esteso i suoi interessi alla ricerca storica, tra l’altro con un’indagine sulle origini della propria famiglia, risalendo al Medioevo e accertandone la presenza fin dal XII secolo sui Monti Lattari e a Praiano.  Ha pubblicato un racconto e due saggi, il principale dei quali è Storia millenaria di una famiglia della costa amalfitana, edito dalla Società Napoletana di Storia Patria e dal Centro di Cultura e Storia Amalfitana, presentato e commentato nella puntata n. 50 della rubrica di Rai Storia "Scritto, Letto, Detto".

### Attività negli istituti pubblici e nella Pubblica Amministrazione
Formatosi dal 1970 alla scuola dell'Istituto Mobiliare Italiano, ha svolto compiti di gestione e di riforma in cinque campi della Pubblica Amministrazione. È stato: dirigente generale per la segreteria del Cipe e dei comitati da esso derivati, Cipi, Cipes, Cipaa al ministero del Bilancio e della Programmazione Economica guidato da Giorgio La Malfa (1982); responsabile dell'Ufficio Vertenze industriali per il Gabinetto del ministro dell'Industria Adolfo Battaglia  (1987-90);  componente della Commissione per la riforma del ministero delle Poste e Telecomunicazioni è stato  (1988),  ha guidato le consultazioni per la crisi del gruppo Fiat per le Attività Produttive del ministro Antonio Marzano nel 2002. Per l’Economia e Finanze è stato membro del Comitato permanente di consulenza globale e di garanzia per le privatizzazioni dal 2002 al 2007.

### Attività societaria
Ha svolto incarichi di intervento straordinario nell’industria privata in crisi. Dal 1980, in qualità di membro del Comitato per l'intervento nella Società Italiana Resine, istituito con legge speciale a seguito del crack del gruppo petrolchimico, ha contribuito al risanamento di una parte delle attività industriali del gruppo, alla cessione di quelle appetibili sul mercato, alla liquidazione di quelle non risanabili né cedibili, al conferimento al Tesoro di un controvalore di 5.000 miliardi di lire.
A partire dal 1988 è stato commissario liquidatore del gruppo Autovox che, dopo essere stato produttore primario di autoradio, era finito in bancarotta. Dal 1994 al 1999 è stato amministratore straordinario di Fidia Farmaceutici, che era stata dichiarata fallita dal tribunale di Padova, e in questo ambito è stato anche chairman di Fidia Pharmaceutical Corp (Usa) e consigliere di amministrazione della partecipata Bioiberica (Spagna). È stato artefice del risanamento gestionale ed economico di questo gruppo farmaceutico italiano, finché ha riportato la capogruppo in bonis, primo caso in Italia. Ha svolto incarichi in posizioni apicali in società a prevalente partecipazione dello Stato e in multinazionali.
Dal 1985 è stato consigliere di amministrazione dell'Efim. Si dimise nel 1990 dopo non aver votato il bilancio degli ultimi tre esercizi, e dopo aver segnalato (inascoltato) irregolarità sia al Ministero del Bilancio che alla Corte dei Conti. Nel 1992, l'Efim fu commissariato. Ne seguì una crisi della lira sui mercati valutari perché i debiti dell'Efim erano stati garantiti dal Tesoro.
Nel 1991 fu nominato vicepresidente dell'IRI, Istituto per la Ricostruzione Industriale. Erano gli anni in cui, cessati i conferimenti di finanza pubblica al fondo di dotazione, si poneva la questione del futuro dell'industria di Stato. Nel 1992 guidò una delegazione delle partecipazioni statali a un convegno sul panfilo Britannia. Di ciò si parlò molto in termini impropri (Privatizzazioni in Italia). Decadde dalla carica quando, nel 1992, l'IRI fu trasformato da ente di gestione in società per azioni. Alla fine di quell'anno pubblicò un instant book IRI SPA, in cui raccontò i risvolti più significativi di quell'esperienza.
Dal 1997 al 2005 è stato membro indipendente, esperto finanziario, del consiglio di Sorveglianza e del comitato d'Audit della STMicroelectronics NV (Netherlands), quotata al NYSE, al CAC e alla Borsa di Milano. Ha vissuto l'esperienza dell'applicazione del Sarbanes-Oxley Act del 2002.
Nel 2003 divenne presidente dell'IPI, Istituto per la Promozione Industriale, associazione controllata dal ministero delle Attività Produttive e partecipata con quote di minoranza da: Confindustria, Confapi, Confartigianato, CNA, Confcommercio, Confesercenti, Abi, Unioncamere. Nel 2005 su sua iniziativa l'IPI promosse una ricerca sull'industria italiana e raccolse i risultati nel volume collettaneo Le condizioni per crescere.

### Storia politica
Trentenne aderì al PRI, Partito Repubblicano Italiano. Nella politica industriale fu consigliere della segreteria di Giovanni Spadolini e della presidenza di Bruno Visentini.
Nel 2013, si candidò alle elezioni politiche per la Camera, vicecapolista in Lazio1 per il partito Fare per Fermare il Declino, che però non superò la soglia di sbarramento.

## Onorificenze
Nel 1990 è stato insignito dell'onorificenza di Grande Ufficiale dell'Ordine al merito della Repubblica Italiana, in riconoscimento dell'attività svolta.
Per la ricerca sulla storia millenaria della famiglia gli è stato assegnato il premio 2014 "Radici. Territorio & Letteratura" dell'Associazione Italiana del Libro.
Nel 2015 il Comune di Praiano gli ha conferito la cittadinanza onoraria per aver valorizzato con opere culturali la realtà locale.

## Pubblicazioni
- - Gallo R. (2024), Economia e Ingegneria industriale. Storia di una relazione su cui investire, L’Industria n. 1, Il Mulino, gennaio-marzo
  - Gallo R. (2022), Competitività e tentazioni di Stato, L’Industria n. 2, Il Mulino, aprile-giugno
  - Gallo R. (2021), Praiano, riscoperta di una Charta Venditionis del 1138, in Rassegna Nuova Serie, 61/62, Centro di cultura e storia amalfitana, Amalfi, dicembre
  - Gallo R. e M. Russo (a cura di) (2020), PRAIANO, identità di un territorio, Centro di cultura e storia amalfitana, Amalfi
  - Gallo R. (a cura di) (2020), INDUSTRIA, ITALIA. Ce la faremo se saremo intraprendenti, Sapienza Editrice, Roma
  - Gallo R. (2019), The Impact of the Industrial Policies Adopted in the Seventeenth Italian Legislature (2013-2018), Journal of Business and Economics, vol. 10, Nr 9, Sept, Academic Star ISSN 2155-7950, NY (Usa)
  - Gallo R. (2017), L'industria fa la 4a Rivoluzione, ma solo dove c'è e sempreché sopravviva, Guida Editori, Napoli
  - Gallo R. (2016), I	settanta anni di Mediobanca. Quale futuro?	L’Acropoli Anno XVII n. 6, Rubbettino Editore, novembre
  - Gallo R. (2016),	Torniamo a industriarci. A novant’anni dalla “grande crisi”, Guida Editori, Napoli
  - Calabrò M., Gallo	R. (2015), Internazionalizzazione delle imprese nell'arco di cinquant'anni,	L'Acropoli Anno XVI n. 4, Rubbettino Editore, luglio
  - Barbaresco G, Gallo	R., Mauriello D. (2014), Main	changes in the growth process of the Italian Industrial System,	atti del Workshop "Explaining Economic Change", Sapienza,	12 novembre, Roma
  - Gallo R. (2013), Dòmini, Magnifici, Mercadanti, Youcanprint
  - Gallo R. (2013), Storia millenaria di una famiglia della Costa Amalfitana, Società Napoletana di Storia Patria e Centro di Cultura e Storia	Amalfitana, Società Napoletana di Storia Patria e Centro di Cultura	e Storia Amalfitana
  - Gallo R., Mallone	M., Zezza V. (2010), Technological	transfer: the RIDITT Programme,	«European Review of Industrial Economics and Policy» vol. 1
  - Gallo R., Silva F.	(a cura di) (2006), Le	condizioni per crescere,	Il Sole 24 Ore S.p.A.
  - Bellei R., Gallo	R., Maviglia R. (2005), Progetto	per un monitoraggio delle crisi d'impresa,	«Banca Impresa Società» vol. 2
  - Gallo R. (2003),	Gli	effetti delle privatizzazioni sulle imprese: gestione economica e	struttura finanziaria,	«Economia e Politica Industriale», vol. 118
  - Gallo R. (1992),	IRI	SPA,	Sperling&Kupfer
  - Gallo R. et altri	(1986), Risanamento	e riordino delle partecipazioni statali – Diagnosi, critiche,	idee,	Ceep - Franco Angeli
  - Gallo R. (a cura	di) (1983), Attività	concernenti il governo dell'Industria,	Istituto Poligrafico dello Stato, Roma
  - Gallo R., Gasparri	M. (1977), An	Italian approach to the cost indices of industrial construction,	«Engineering and Process Economics» vol. 2, Elsevier, Amsterdam
  - Gallo R., Prodi R.	(1976), Effetti	di una innovazione tecnologica sulla struttura industriale,	in «Rivista di Economia e Politica Industriale», anno II, n. 2
  - Alessandroni A., de	Julio S, Gallo R., Leporelli C., Lucertini M., Rey G. (1975),	Modelli	economici dinamici di settori industriali: applicazione al settore	delle fibre chimiche,	Rapporto dell'Istituto di Automatica dell'Università di Roma	R.75.19, dicembre